# Luís Queiró
Luís Queiró este un om politic portughez, membru al Parlamentului European în perioada 1999-2004 din partea Portugaliei.
1. ↑  Adunarea Republicii
2. ↑  Deputații în Parlamentul European
3. ↑   https://eupportunity.eu/pt/equipa/luis-queiro Lipsește sau este vid: |title= (ajutor)